# BK Mladá Boleslav
Le BK Mladá Boleslav est un club de hockey sur glace de Mladá Boleslav en Tchéquie. Il évolue dans la 1. Česká Hokejová Liga, le deuxième niveau du pays, depuis 2012.

## Historique
Le club est créé en 1908.

## Palmarès
- Vainqueur de la 2.liga : 2001, 2002.
- Vainqueur de la 1.liga : 2008.
- Vainqueur de la 1. liga : 2013, (pas promu).